# 小林京平
小林 京平（こばやし きょうへい、1998年2月28日 - ）は、山口県下松市出身のボートレーサー。
登録第5311号。133期。同期に、二世ボートレーサーの香川陽太・金子龍斗らがいる。

## 来歴
- 幼い頃からお世話になっている知り合いに山口支部に所属する競艇選手の江本真治がおり、徳山競艇場で江本のレースを観戦してボートレーサーを志した[1]。

- 小学生時代からアイスホッケーに打ち込み、産業技術短期大学時代には国体にも出場した。

- 産業技術短期大学卒業。その後は会社勤めをしていたが、ボートレーサー養成所の入所試験に1回で合格して訓練生となる[1]。

- ボートレーサー養成所時代、リーグ戦勝率6.92（優出5 優勝1）の成績を残して、卒業記念競走で3コースからの捲りで優勝し、養成所チャンプに輝く[2]。なお、養成所では自身が最年長だったことから、他の訓練生たちからは「おじいちゃん」と呼ばれていた[1]。

- 2023年11月9日からボートレース下関で開催された 一般戦「BTSながとオープン3周年記念 新東通信杯」初日第2Rでデビュー。デビュー戦でいきなり2着という好成績を残した[3]。